# 倉田三郎
倉田 三郎（くらた さぶろう、1902年8月21日 - 1992年11月30日）は、日本の洋画家、美術教育者。

## 経歴
倉田三郎は1902年8月21日に東京市牛込区市ヶ谷で出生。淀橋尋常高等小学校卒業後、1920年葵橋洋画研究所で黒田清輝らの指導を受ける。1922年東京府青山師範学校卒、1923年東京美術学校師範科へ進学。この間には神田芳林尋常小学校（現在の千代田区立昌平小学校）で自由画教育（お手本を見ながら描かせることはせず、自由に外界を観察させ、それを創造的に描写させる）を実施した。
在学中から中央美術展、光風会展、二科会、春陽会に出品。1923年第10回二科展で初入選。1924年に三岸好太郎、鳥海青児、横堀角次郎らと同人画会の『麓人社』を結成した（1934年解散）。
1926年東京美術学校図画師範科卒、同年愛媛県師範学校教諭。1927年に千葉県海上郡本銚子尋常高等小学校（現在の銚子市立飯沼小学校）の訓導となり、地元で松田光子と結婚。1928年から1949年にかけて東京府立第二中学校（後の立川高等学校）で教鞭を取る。
倉田は府立二中時代に住んでいた立川・下古新田（現在の錦町・羽衣町付近）を離れ、1933年から亡くなるまで小金井に住み続けて多摩地域を中心に作画活動を行い、「粟ノ須風景」などの作品を多数残している。
1936年第11回オリンピック・ベルリン展へ出品、春陽会会長に就任。1940年紀元二千六百年記念奉祝美術展出品。
1946年三多摩地区中等学校教職員組合結成により、委員長に就任。1949年東京学芸大学教授、6月日本美術家連盟創設。1952年より文部省の教育教員養成審議会委員などの政府委員を歴任。1954年ユーゴスラビア政府の要請を受け、渡欧。日本美術の講義や個展の活動を行う。このほか、美術教育に関する国際会議や研究のために世界50か国以上を来訪し、世界各国の風景を多数スケッチした。
1965年に国際美術教育協会(InSEA:International Society for Education through Art)の東京会議が開かれ、大会準備委員長として会の運営にあたった。1966年東京学芸大学定年退官、名誉教授。同年プラハ国際美術教育会議にてInSEA第4代会長（ - 1969年）に選出された。1967年大妻女子大学教授（- 1974年4月）。1984年三多摩美術家協会会長。他に、武蔵野美術大学教授やたましん地域文化財団理事などを務めた。
晩年には主に多摩地域の美術館で展覧会が開かれることがあり、1982年にたましんギャラリー（東京都立川市）で「倉田三郎画業60年傘寿記念展」、同年10月に立川駅ビル内の朝日ギャラリーのオープン記念として「多摩の風景画展」、1987年に青梅市立美術館（青梅市）で「倉田三郎代表作展」、1990年に清瀬市郷土博物館（清瀬市）で「倉田三郎 風景との対話」、たましんギャラリーにて「倉田三郎米寿記念展」、1991年にはたましん歴史・美術館（国立市）開館記念として「倉田三郎展」、国立ギャラリーリンクにて「倉田三郎卒寿記念展」が開催された。
1991年5月たましん地域文化財団及びたましん歴史・美術館創立においては倉田の作品1,868点が寄贈された。
1992年11月30日心不全で死去。享年90。
1993年にたましん御岳美術館が開館した際には「倉田三郎記念室」が設けられた。1994年多摩総合美術展（朝日新聞社主催）の洋画部に倉田三郎賞が創設された。
生前に美術ならびに美術教育に関する著書や論文を多数発表。また、1928年から1982年までは学校の美術工芸（図画工作）の教科書の執筆・監修を務めていた。
受賞歴は1932年春陽会賞受賞など。褒章は1969年に紺綬褒章、1974年に勲三等旭日中綬章、没後正四位贈位。

## 人物と作風
倉田三郎は画家の道に進んでからは、黒田清輝をはじめとした多くの画家に影響され、特に東京府青山師範学校では恩師・赤津隆助(1880年 - 1948年)の教育理論から見習うことが多かった。絵を常に描き続けることにより、自分を探求し、画家としてだけでなく絵画教師として成長することや、美術教育は人間教育を根幹としたものでなければならないうえで、作品を提出させる責任感を学生に教えることや、欧米の図画教育を調査してそれらを自分の知己とし、国内の美術教育に貢献するといった赤津の経験はそのまま、倉田の生涯に反映される形となった。
倉田は元々軍人になることを夢見ていたが、小学校5年生の頃に視力が極端に低下したため、美術教師を志した。常に牛乳瓶の底をはめ込んだような度の強い眼鏡をかけており、それが彼のトレードマークになった。
倉田は府立二中時代は直情・熱血教師だったらしく、また欠点を指摘するようなことはせず、良い所を褒めて人の才能を引き出す能力や一人一人の個性を大事にする所もあり、生徒からの信頼も篤かった。多摩地域の画家には彼の教え子も多数いた。
学界での美術教育の他にも、自らの指導力、包容力あふれる人間性をもって、日本美術家連盟などの創設に尽力をするなどして、美術家の活躍の場を提供するなど幅広い活動を行った。
倉田は生涯において多数の作品を遺したが、特に風景画が大部分を占めていた。日本や外国の風景を油彩画やスケッチで描いているうちに身に着けた西洋画の技法を用いることで、日本国内の作品においても、日本画とは異なる「日本的な詩情あふれる」独特の作品に仕上げていった。彼の描いた多摩地域の風景は、戦後になってから急速な宅地化・都市化が進んだことによって、今では見かけることが少なくなった往時の田園風景として郷愁を誘うものばかりであった。

## 主な作品
- 「大学病院分院」1920年 - 倉田の出世作[26]
- 「路傍より」1922年 - 第3回中央美術展入選[26]
- 「梅雨期之郊外風景」1923年 - 第10回二科展入選。会期中に関東大震災に遭った[2]。
- 「代々幡風景」「果物」1924年 - 第2回春陽会展入選[26]
- 「粟ノ須風景」1932年 - 春陽会賞受賞[13]

ほか多数

## 著書
- 『構図の話』教育美術振興会 1952年
- 『バルカン素描』日本文教出版 1956年
- 『図工作品の評価』日本教文株式会社 1959年
- 『西洋の美術』桑原実等編 岩崎書店 中学生の美術科全集 1961年
- 『倉田三郎画集』美術出版社 1966年
- 『美術十六講』文理書院 1968年
- 『多摩をえがいて』倉田三郎画集刊行協力 1978年
- 『木村荘八 人と芸術』造形社 1979年
- 『画集 倉田三郎 画業60年』 多摩文化資料室 1982年
- 『倉田三郎 風景との対話』 清瀬市郷土博物館 1990年
- 『倉田三郎 旅の素描 歩いた描いた－世界編』たましん地域文化財団 1991年

### 共編著
- 『新しい写生画の導き方』日本ユネスコ美術教育連盟編／上甲二郎・中谷健次共著 美術出版社1953年
- 『造形教育大辞典』全5巻 田原輝夫,松田義之他共編 不昧堂書店 1954年-1955年
- 『図画工作科99の相談』熊本高工共著 明治図書出版 教師のための相談選書 1957年
- 『デザイン教育 小学1/2～5/6年、中学』真鍋一男,米倉正弘共編 美術出版社 1961年
- 『美術教育概説』森桂一共編 美術出版社 1961年
- 『世界の美術教育』手塚又四郎共編 美術出版社 1963年
- 『高校美術 2＜文部省検定済教科書 芸術科(美術II)＞』嘉門安雄、菊池一雄、岡田清一、高橋正人共著 日本文教出版 1965年
- 『世界の美術』全8巻 三木多聞・三宅正太郎ほか共編著 ぎょうせい 1980年-1981年
- 『世界美術百科』全4巻 デビット・パイパー共著 第一法規出版 1985年

### 翻訳
- マンフレッド・L.ケーラー『新しい美術教室』美術出版社 1957年

## 作品展示を主に手がけている美術館
- たましん歴史・美術館 - 東京都国立市中1-9-52
- たましん美術館 - 東京都立川市緑町3-4
- たましん御岳美術館 - 東京都青梅市御岳本町1-1（2019年閉館）
- 日原ふるさと美術館 - 東京都西多摩郡奥多摩町日原775-4